# Achille Marzarotto
Achille Marzarotto (Carrè, 25 luglio 1878 – 8 marzo 1963) è stato un politico italiano.

## Biografia
Eletto nel gruppo democristiano alla Costituente, viene rieletto nella I legislatura.